# HMS Escort (H66)
Lo HMS Escort (pennant number H66) fu un cacciatorpediniere della Royal Navy britannica appartenente alla classe E, entrato in servizio nell'ottobre del 1934.
Attivo durante la seconda guerra mondiale, operò in Atlantico e durante la campagna di Norvegia prima di essere inviato alla Force H nel Mediterraneo; l'unità finì poi affondata l'11 luglio 1940 al largo delle coste meridionali della Spagna dopo essere stata silurata dal sommergibile italiano Guglielmo Marconi.

## Storia
Impostata nei cantieri della Scotts Shipbuilding and Engineering Company di Greenock il 30 marzo 1932, la nave fu varata il 29 gennaio 1934 con il nome di Escort ("scorta" in lingua inglese), quarta unità della Royal Navy a portare questo nome. L'unità entrò poi in servizio il 30 ottobre 1934, venendo assegnata alla 5th Destroyer Flotilla della Home Fleet; dopo un breve periodo di servizio nelle Indie Occidentali, lo Escort operò nel Mediterraneo tra il 1935 e il 1936 durante il periodo di crisi diplomatica tra Italia e Regno Unito causato dallo scoppio della guerra d'Etiopia, per poi pattugliare le acque spagnole durante la guerra civile in funzione di contrasto del contrabbando di armi.
Posto in riserva nell'agosto 1939, con l'inizio della seconda guerra mondiale fu rimesso in servizio attivo ai primi di settembre venendo assegnato alla 12nd Destroyer Flotilla della Home Fleet per operare come unità di scorta nell'Atlantico; il 3 settembre il cacciatorpediniere, insieme al pari classe HMS Electra, trasse in salvo 481 superstiti del transatlantico Athenia silurato da un sommergibile tedesco al largo delle coste occidentali della Gran Bretagna.
Dopo altre missioni di scorta in Atlantico tra ottobre e novembre, in dicembre lo Escort fu trasferito a Rosyth per scortare i convogli diretti in Norvegia attraverso il Mare del Nord; il 25 febbraio 1940, congiuntamente ad altri due cacciatorpediniere britannici, l'unità partecipò all'affondamento del sommergibile tedesco U-63 a sud-est delle Isole Shetland. Dopo altre operazioni di scorta nel Mare del Nord e un turno di lavori di manutenzione a Rosyth, a partire dall'aprile 1940 il cacciatorpediniere prese parte agli eventi della campagna di Norvegia: assegnato alla scorta delle unità maggiori della Home Fleet, l'11 aprile prese a rimorchio il pari classe HMS Eclipse rimasto danneggiato in un attacco aereo mentre l'11 marzo subì danni minori dopo una collisione con la nave passeggeri polacca Chrobry.
Dopo la conclusione della campagna norvegese, il 28 giugno lo Escort fu inviato a Gibilterra per unirsi alla Force H e operare nel Mediterraneo; il 3 luglio seguente il cacciatorpediniere partecipò quindi alla distruzione della flotta francese a Mers-el-Kébir, per poi scortare nuovamente la portaerei HMS Ark Royal durante un secondo attacco a Mers-el-Kébir il 6 luglio. L'8 luglio lo Escort prese quindi il mare con il resto della Force H per proteggere un'operazione di attacco aereo ai danni di Cagliari (operazione MA5); sotto ripetuti attacchi aerei italiani, la formazione britannica decise di interrompere l'azione e di rientrare alla base, ma durante la manovra di disimpegno lo Escort fu colpito da un siluro lanciato dal sommergibile italiano Guglielmo Marconi: l'esplosione dell'ordigno causò due morti tra l'equipaggio oltre a una vasta falla nello scafo a dritta e un esteso allagamento della sala macchine. Immobilizzata, la nave fu presa a rimorchio dal cacciatorpediniere HMS Forester che tentò di trainarla in salvo a Gibilterra, ma lo sbandamento dello scafo continuò progressivamente ad aumentare e alle 06:10 dell'11 luglio la nave, ormai al largo delle coste meridionali della Spagna, fu abbandonata dall'equipaggio; il relitto si spezzò in due e affondò poi cinque ore più tardi nella posizione 36º 11' N, 03º 37' W.